# Eddie Guerrero

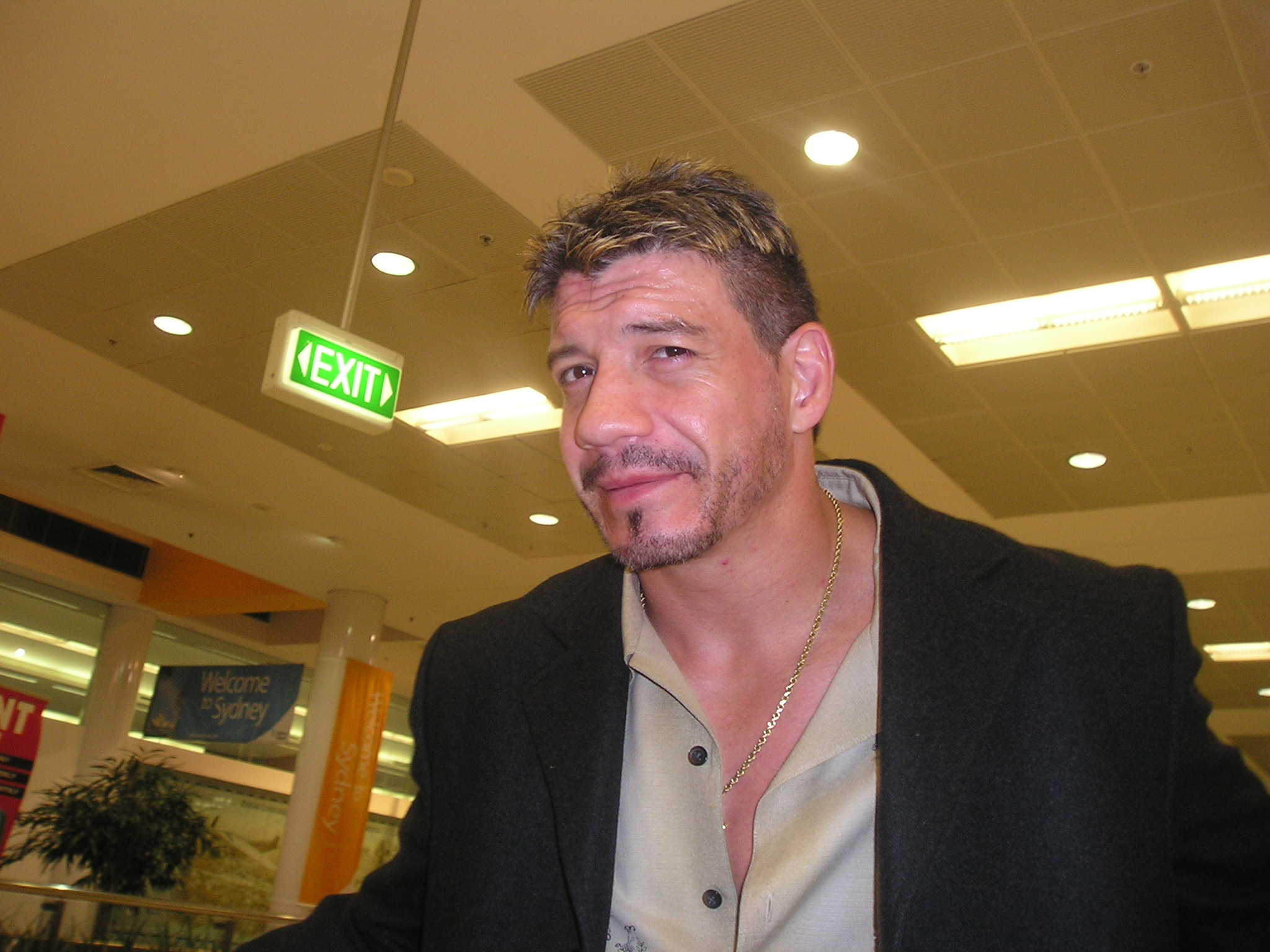
Eddie em 2004

Eduardo Gory Guerrero Yañez (El Paso, 9 de Outubro de 1967 — Minneapolis, 13 de Novembro de 2005), mais conhecido como Eddie Guerrero, foi um lutador de wrestling profissional estadunidense, com ascendência mexicana, mais conhecido por sua atuação em federações no México e no Japão, além das principais nos Estados Unidos: Extreme Championship Wrestling (ECW), World Championship Wrestling (WCW) e World Wrestling Entertainment (WWE). Conhecido nos ringues pelos diferentes personagens que interpretou, Guerrero tinha como bordão a frase "Cheat To Win!" ("Trapacear para vencer!)
Apesar de passar boa parte de sua carreira como um personagem vilanesco, Guerrero usava muitos bordões que conquistavam parte do público, sendo o mais famoso "I Lie! I Cheat! I Steal!" ("Eu Minto! Eu Trapaceio! Eu Roubo!" em português). Eddie era filho do lendário Gory Guerrero, irmão de Hector, Salvador e Mando, além de ser tio de Chavo.
Durante a sua carreira, encontrou diversos problemas de saúde por abusar de drogas fora do wrestling. Também consumia analgésicos e era alcoólatra. Suas dificuldades eram retratadas nos ringues em diferentes segmentos. Durante a sua carreira, conquistou diversos títulos, como o WWE Championship. Foi introduzido postumamente no Hall da Fama da WWE em 2006.

## Início
Eddie Guerrero nasceu e cresceu em El Paso, Texas. Ele frequentou a Jefferson High School e depois ingressou na Universidade do Novo México com uma bolsa atlética. Durante esse período, ele também competiu na New México Highlands University. Após concluir seus estudos, Guerrero voltou para El Paso, onde começou a treinar para se tornar um lutador profissional.
Eddie Guerrero se tornou um lutador enquanto seu tio Enrique Llanes e seu primo Javier Llanes lutavam no México. Quando garoto, o pai de Eddie Guerrero permitiu que ele e seu sobrinho Chavo Jr. lutassem durante intervalos nas promoções de Gory.

## Carreira

### Primeiros anos (1987–1992)
De 1987 até 1992 Eddie Guerrero lutou na Empresa Mexicana de la Lucha Libre (EMLL) (hoje Consejo Mundial de Lucha Libre (CMLL)), World Wrestling Association (WWA) no México e World Championship Wrestling (WCW) nos Estados Unidos.

### Asistencia Asesoría y Administración (1992–1994)
No México, ele lutou principalmente pela Asistencia Asesoría y Administración (AAA), formando uma dupla com El Hijo del Santo como uma nova versão de La Pareja Atómica ("A Dupla Atômina"), originalmente formada por Gory Guerrero e El Santo.
Após Guerrero trair Santo e se aliar a Art Barr na La Pareja del Terror ("A Dupla do Terror"), a dupla passou a ser a mais odiada. Com Barr, Konnan, Chicano Power e Madonna's Boyfriend, Guerrero formou Los Gringos Locos ("Os Gringos Loucos"), um grupo ("stable") vilanesco. Os Locos tiveram rivalidades com El Hijo del Santo e seu parceiro Octagón, sendo derrotados por eles no When Worlds Collide.
A primeira separação de Guerrero e Barr aconteceu quando eles foram notados pelo dono da Extreme Championship Wrestling (ECW), Paul Heyman. Barr, no entanto, faleceu antes de se juntar a Guerrero na ECW.

### New Japan Pro Wrestling (1993–1996)
Em 1993, Guerrero começou a lutar no Japão pela New Japan Pro Wrestling (NJPW), onde assumiu a identidade de Black Tiger. Ele venceu o torneio Best of the Super Juniors de 1996 e recebeu uma oportunidade de lutar contra o Campeão Júnior dos Pesos-Pesados da IWGP, The Great Sasuke, no evento NJPW Skydiving J, mas acabou sendo derrotado.

### Extreme Championship Wrestling (1995)
Guerrero ganhou o ECW World Television Championship de 2 Cold Scorpio em sua estreia na ECW, tendo uma série de lutas com Dean Malenko antes de ambos serem contratados pela World Championship Wrestling mais tarde naquele ano. Guerrero perdeu o ECW Television Championship para Malenko em 21 de julho daquele ano, o ganhando novamente uma semana depois. Guerrero perdeu o ECW Television Championship de volta para 2 Cold Scorpio em 25 de agosto. No dia seguinte, a última luta dois dois acabou em empate. Após a luta, todos os lutadores abandonaram os vestiários e carregaram os dois ao redor do ringue, onde a platéia gritava "por favor, não vão".
Guerrero ganhou o ECW World Television Championship de 2 Cold Scorpio em sua estreia na ECW, e teve uma série de lutas com Dean Malenko antes de ambos serem contratados pela World Championship Wrestling mais tarde naquele ano. Guerrero perdeu o ECW Television Championship para Malenko em 21 de julho daquele ano, mas o reconquistou uma semana depois. Em 25 de agosto, Guerrero perdeu novamente o ECW Television Championship para 2 Cold Scorpio. No dia seguinte, a última luta entre os dois acabou em empate. Após o combate, todos os lutadores saíram dos vestiários e carregaram os dois ao redor do ringue, enquanto a plateia gritava "por favor, não vão".

### World Championship Wrestling (1995–2000)

#### Retorno (1995)
Guerrero retornou a WCW no final de 1995 com Dean Malenko e Chris Benoit, com quem havia trabalhado na NJPW e ECW. Durante seus primeiros eventos em pay-per-view, ele competiu em lutas não-televisionadas contra Alex Wright. Sua primeira aparição em pay-per-view foi no World War 3 competiu em uma luta Battle Royal de três ringues e 60 homens pelo WCW World Heavyweight Championship. Guerrero foi um dos últimos nove lutadores, mas foi eliminado pelos membros do grupo Four Horsemen. No Starrcade de 1995, Guerrero representou a WCW em um torneio entre a WCW e a NJPW, mas foi derrotado por Shinjiro Otani. A WCW, no entanto, venceu o torneio.

#### Campeão dos Estados Unidos e dos Pesos-Médios (1996–1997)
Em 1996, Guerrero recebeu diversas lutas pelo WCW United States Heavyweight Championship contra Konnan no Uncensored e Ric Flair no Hog Wild. Ele começou uma rivalidade com Flair e os Four Horsemen durante 1996, após o parceiro de Guerrero, Arn Anderson, traí-lo durante uma luta de duplas contra Flair e Randy Savage. No final de 1996, ele começou uma rivalidade com Diamond Dallas Page (DDP) após derrotá-lo no Clash of the Champions XXXIII. Ele tentou roubar a alcunha de Page, "Lord of the Ring", sem sucesso. Guerrero participou de um torneio pelo WCW United States Heavyweight Championship e derrotou DDP na final, no Starrcade, ganhando o título.
Em 1997, Guerrero defendeu o United States Heavyweight Championship contra Scott Norton no Clash of the Champions XXXIV, Syxx em uma ladder match no Souled Out, e Chris Jericho no SuperBrawl VII. Seu reinado acabou no Uncensored quando Dean Malenko o derrotou.
Após perder o United States Championship, Guerrero começou uma rivalidade com Jericho, focando em seu WCW World Cruiserweight Championship. Ele desafiou Jericho pelo título no Clash of the Champions XXXV, mas foi derrotado. Guerrero exigiu uma nova luta pelo título, derrotando Jericho e se tornando Campeão dos Pesos-Médios no Fall Brawl 1997. Ele perdeu o título para Rey Mysterio, Jr. no Halloween Havoc onde, se Guerrero vencesse, poderia tirar a máscara de Rey. Em 10 de novembro, no WCW Monday Nitro, ele reconquistou o título, novamente o defendendo contra Mysterio no World War 3. Após derrotar Dean Malenko no Starrcade de 1997,
Guerrero perdeu o título para Último Dragón, no Nitro do dia seguinte, em 29 de dezembro.

#### Rivalidade com Chavo Guerrero (1998)
Guerrero começou uma rivalidade com Booker T. No Nitro de 9 de março de 1998, o sobrinho de Eddie, Chavo Guerrero, foi derrotado por Booker. Após a luta, Guerrero aplicou um suplex em Chavo para lhe ensinar uma lição. No WCW Thunder de 12 de março, ele derrotou Chavo e lhe obrigou a ser seu "escravo". Guerrero e Chavo começaram uma rivalidade com Último Dragón, com Chavo sendo derrotado no Spring Stampede. No Slamboree, Guerrero derrotou Dragón mesmo após interferência de Chavo. Após a luta, Chavo beijou Eddie e passou a se comportar como um insano. No The Great American Bash, Chavo derrotou Guerrero. Eles se enfrentaram novamente no Bash at the Beach, em uma luta onde o perdedor deveria raspar a cabeça, com Eddie vencendo.

#### Latino World Order (1998)
Apesar do sucesso e popularidade, Guerrero foi um dos muitos lutadores frustrados com a falta de apoio da empresa. Guerrero requisitou ao presidente da WCW Eric Bischoff um aumento salarial ou ser colocado em lutas maiores. Bischoff respondeu jogando café em Guerrero (no entanto, em sua autobiografia, Guerrero afirmou que o ocorrido foi um acidente). Furioso, Guerrero pediu demissão ao vivo em um episódio do Nitro. Eddie abandonou a companhia por alguns meses, mas retornou. Controverso, Guerrero fez uma entrevista contra Bischoff que, nos anos seguintes afirmou ter sido montada e, outras vezes, real.
Na história, Guerrero respondeu a Bischoff criando a Latino World Order (LWO), paródia da New World Order criada por Bischoff. O grupo era uma resposta a Bischoff se recusar a ajudar lutadores latinos. A LWO se formou em outubro de 1998, quando Guerrero retornou a WCW, com Héctor Garza e Damien. O grupo eventualmente agregou quase todos os lutadores mexicanos que trabalhavam para a WCW na época. A rivalidade principal do grupo era Rey Mysterio e Billy Kidman, pois queriam que Mysterio se unisse a LWO. Guerrero enfrentou Kidman pelo WCW Cruiserweight Championship, mas Mysterio interferiu e ajudou Kidman a vencer a luta. No entanto, Guerrero sofreu um acidente de carro durante o Ano Novo, o que pausou a história da LWO.

#### Filthy Animals (1999)
Após retornar no verão de 1999, Eddie fundou o grupo Filthy Animals com Rey Mysterio, Jr. e Konnan (mais tarde Juventud Guerrera, Billy Kidman e Disco Inferno se uniram ao grupo). Eles tiveram uma rivalidade com Dead Pool (Insane Clown Posse e Vampiro), tendo duas vitórias seguidas no Road Wild e no Fall Brawl. A próxima rivalidade foi contra The Revolution (Shane Douglas, Chris Benoit, Dean Malenko e Perry Saturn). Guerrero derrotou Saturn por desqualificação no Halloween Havoc. No Mayhem, os Animals foram derrotados por Revolution. Quando o roteirista Vince Russo foi demitido da WCW e foi substituído por Kevin Sullivan, Guerrero pediu demissão em 19 de janeiro. Ele foi contratado pela World Wrestling Federation (WWF) em 2000 com Benoit, Malenko e Saturn.

### World Wrestling Federation (2000–2001)

#### The Radicalz (2000)
Guerrero e os outros ex-lutadores da WCW estrearam na WWF em 21 de janeiro de 2000, no Raw is War como The Radicalz, interferindo em uma luta dos New Age Outlaws. Durante sua primeira luta na WWF, uma luta de duplas com os Radicalz contra os Outlaws, Guerrero se lesionou ao errar um frog splash. Como resultado, ele não pôde lutar por várias semanas.

#### Latino Heat (2000)

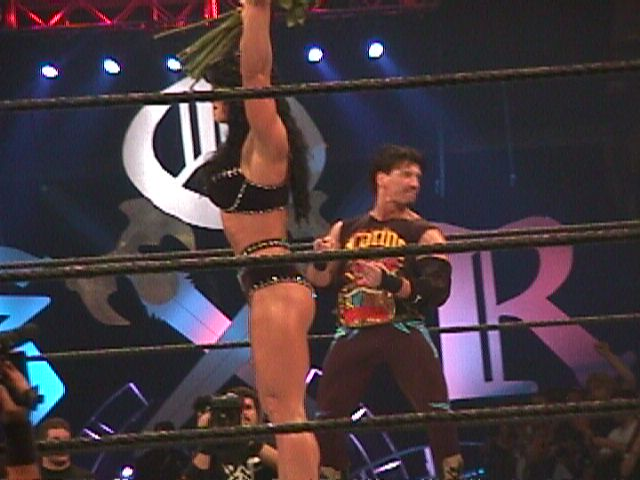
Guerrero como Campeão Europeu com Chyna no King of the Ring de 2000.

Em março de 2000, Guerrero começou a flertar com Chyna, a quem se referia como "Mamacita". Chyna rejeitou Eddie, mas se aliou a ele após o WrestleMania 2000, declarando que ela não podia resistir ao seu "Latino Heat." ("Calor Latino") Guerrero ganhou seu primeiro título na WWF em 3 de abril de 2000, no Raw is War, ao derrotar Chris Jericho pelo WWF European Championship com a ajuda de Chyna. Após Chyna abandonar Lita para ser atacada pelos Dudley Boyz, ele e Chyna começaram uma rivalidade com Essa Rios e Lita, que culminou em Eddie defendendo seu título no Backlash, que seria também a noite do baile de formatura de Eddie. Guerrero derrotou Rios após chegar ao evento em um Chevrolet 1957 e lutar vestindo um smoking e gravata-borboleta. Guerrero defendeu seu título contra Saturn e Malenko no Judgment Day, antes de perdê-lo para Saturn no Fully Loaded.
Nos meses seguintes, Chyna e Eddie passaram a se desentender, com ela se zangando por ele tê-la derrotado no King of the Ring. No SummerSlam, Chyna ganhou o WWF Intercontinental Championship. Eles também se colocaram na história entre Triple H, Stephanie McMahon e Kurt Angle. Guerrero pediu ao comissário Mick Foley que o colocasse na luta entre Angle e Chyna pelo título, com medo que Angle pudesse machucar Chyna. Durante a luta, Guerrero fez o pinfall em Chyna enquanto tentava ressuscitá-la após um ataque de Angle, se tornando Campeão Intercontinental. Chyna começou a se incomodar com Guerrero roubando para defender seu título e Guerrero passou a se incomodar com ela posando para a Playboy. No entanto, Eddie a pediu em casamento, e ela aceitou. No Unforgiven, Chyna ajudou Guerrero a derrotar Rikishi e manter seu título. O noivado acabou quando Guerrero foi flagrado com duas prostitutas de The Godfather dizendo que "Duas Mamacitas são melhores do que uma!"

#### Reunião dos Radicalz (2000–2001)
Guerrero se tornou um vilão novamente como resultado do incidente. Os Radicalz se reuniram e começaram uma rivalidade com a reformada D-Generation X (Chyna, Billy Gunn, Road Dogg e K-Kwik). Eles derrotaram a DX no Survivor Series em uma luta de eliminação e auxiliaram Triple H em sua luta com Stone Cold Steve Austin. Guerrero foi mais tarde derrotado por Gunn, perdendo o Intercontinental Championship. No Rebellion, Guerrero e Malenko derrotaram Gunn e Chyna. Benoit deixou o grupo para se focar em competições individuais, enquanto o resto dos Radicalz começaram uma rivalidade com Lita e os Hardy Boyz (Matt e Jeff). No Armageddon, os Radicalz derrotaram os Hardyz e Lita em uma luta de eliminação.
No início de 2001, Guerrero começou uma rivalidade com Chris Jericho, Benoit e X-Pac pelo Intercontinental Championship de Jericho. No No Way Out, os quatro se enfrentaram pelo título, com Jericho vencendo a luta. Guerrero se focou no European Championship, criando uma rivalidade com o campeão Test e o derrotando no WrestleMania X-Seven para ganhar o European Championship pela segunda vez em sua carreira, com a ajuda de Saturn e Malenko. Em abril, Radicalz tiveram uma rivalidade com Test e seus aliados. Guerrero eventualmente abandonou os Radicalz, se aliando aos Hardyz e Lita. Nesse período, Guerrero desenvolveu o vício por analgésicos devido a seu acidente de carro em 1999, sendo mandado para a reabilitação. Para explicar sua ausência, na história Guerrero havia sido lesionado por Prince Albert durante uma luta. Em 9 de novembro de 2001, Eddie foi preso por dirigir alcoolizado, sendo demitido pela WWF três dias depois.

### Circuito independente (2001–2002)
Guerrero começou a lutar no circuito independente após ser demitido pela WWF. Em 23 de fevereiro, ele enfrentou Super Crazy em sua estreia no Ring of Honor pelo IWA Intercontinental Championship, mas foi derrotado. Em 24 de fevereiro, ele estreou para a companhia australiana World Wrestling All-Stars (WWA) derrotando Juventud Guerrera e Psicosis, ganhando, assim, o WWA International Cruiserweight Championship. Em 1° de março, ele derrotou CM Punk e Rey Mysterio pelo IWA Mid-South Heavyweight Championship. Ele perdeu o título para Punk um dia depois. Ele deixou vago o título da WWA em abril de 2002, sendo recontratado pela WWF.

### Retorno a World Wrestling Federation/Entertainment (2002–2005)

#### Retorno ao Raw (2002)
Guerrero retornou a WWF em 1° de abril de 2002, no Raw, atacando Rob Van Dam. Ele derrotou Van Dam no Backlash, se tornando Campeão Intercontinental. Depois de defender o título contra Van Dam no Insurrextion e no Judgment Day, ele perdeu o título de volta para Van Dam no Raw de 27 de maio, em uma ladder match. Guerrero começou uma rivalidade com Steve Austin, que acabou deixando a WWE antes de qualquer luta. Chris Benoit retornou a WWE na noite em que Guerrero perdeu seu título. Os dois se reuniram em uma rivalidade com Ric Flair, com Guerrero sendo derrotado por Flair no King of the Ring. Guerrero foi derrotado por The Rock, o desafiando pelo WWE Undisputed Championship após The Rock cantar uma versão de "La Bamba" para insultar Guerrero no Raw de 29 de julho.

#### Los Guerreros (2002–2003)

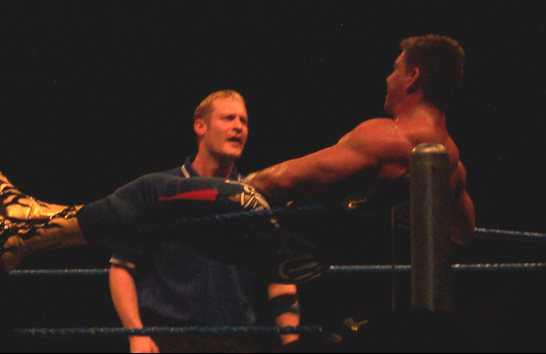
Guerrero deita no córner, um de seus traços característicos.

Em 1° de agosto de 2002, Guerrero e Benoit passaram a lutar exclusivamente no programa SmackDown!. Guerrero começou uma rivalidade com Edge, por quem foi derrotado no SummerSlam. Eddie o derrotou no Unforgiven; eles tiveram uma luta sem desqualificações no SmackDown! duas semanas depois, com Edge derrotando Eddie. Com Benoit se focando em Kurt Angle, Guerrero se aliou a seu sobrinho Chavo, formando a dupla Los Guerreros. Em contraste com a antiga história da WCW com seu tio, Chavo se aliou totalmente ao estilo de vida desonesto de Eddie. Vários vídeos foram produzidos para promover a dupla, incluindo um onde os dois invadiam a casa de uma senhora rica e faziam uma festa na piscina.
Os dois entraram em um torneio de oito duplas pelo WWE Tag Team Championship, derrotando Rikishi e Mark Henry na primeira rodada, antes de começar uma rivalidade com a recém-formada dupla de Angle e Benoit. Em certo momento, Chavo enganou Benoit, dizendo que Eddie estava sendo atacado por Angle, lhe trancando em um quarto e, com Eddie, o atacando. Na semifinal do torneio, Los Guerreros foram derrotados por Angle e Benoit. Mais tarde, Benoit e Angle ganharam os títulos.
No Survivor Series, Los Guerreros enfrentaram os novos campeões Edge e Rey Mysterio e a dupla de Angle e Benoit pelo título. Eddie e Chavo ganharam a luta e o WWE Tag Team Championship. Eles foram derrotados e perderam os títulos para Team Angle (Charlie Haas e Shelton Benjamin) em 6 de fevereiro de 2003, no SmackDown!. Los Guerreros enfrentaram Team Angle e Benoit e Rhyno pelos títulos no WrestleMania XIX, mas não venceram a luta. No Backlash, Los Guerreros foram novamente derrotados por Team Angle.

#### Dupla com Tajiri (2003)
Cinco dias antes do Judgment Day, Chavo se lesionou, forçando Eddie a procurar um novo parceiro. Ele escolheu Tajiri. Eles ganharam o WWE Tag Team Championship no Judgment Day ao derrotar Team Angle em uma ladder match. Na semana seguinte, Guerrero e Tajiri trapacearam em uma luta e mantiveram os títulos. Eles também derrotaram Roddy Piper e Sean O'Haire no Madison Square Garden. Após Guerrero e Tajiri perderem os títulos para Team Angle no SmackDown! de 3 de julho, Guerrero traiu Tajiri, o jogando contra o para-brisas de seu carro.

#### Campeão dos Estados Unidos (2003–2004)

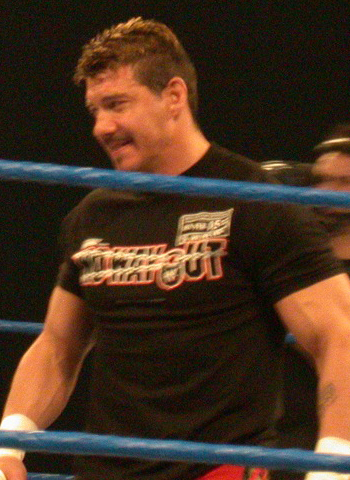
Guerrero em 2004.

Em julho de 2003, Guerrero competiu na final de um torneio pelo United States Championship, derrotando Último Dragón e Billy Gunn durante o torneio, enfrentando Chris Benoit na final. No Vengeance, Guerrero trapaceou na luta, acertando Benoit com o cinturão durante o combate. A luta, no entanto, acabou com uma interferência de Rhyno, parceiro de Benoit. Guerrero se tornou, assim, Campeão dos Estados Unidos.
No SummerSlam, Guerrero defendeu seu título contra Rhyno, Benoit e Tajiri. Ele se tornou novamente um mocinho ao ao começar uma rivalidade com John Cena. No SmackDown! de 11 de setembro, Guerrero desafiou Cena para uma luta no estacionamento pelo United States Championship, com Guerrero vencendo com a ajuda de seu sobrinho, Chavo. Na semana seguinte, Los Guerreros derrotaram The World's Greatest Tag Team (antes Team Angle) para ganhar o WWE Tag Team Championship, fazendo de Eddie um campeão duplo.
Guerrero começou uma rivalidade com The Big Show, que envolveu Guerrero dando a Show um burrito com laxante e lhe encharcando com uma mangueira de um caminhão de esgoto. Guerrero perdeu o United States Championship para Big Show no No Mercy. Quatro dias depois, Los Guerreros perderam o WWE Tag Team Championship para os Basham Brothers (Doug e Danny). Eles começaram uma rivalidade com os Bashams, mas não reconquistaram o título no Survivor Series. Animosidade começou a crescer entre Chavo e Eddie, com o primeiro atacando Eddie depois de uma derrota para os Bashams. Eddie derrotou Chavo no Royal Rumble depois de uma rivalidade.

#### Campeão da WWE (2004)

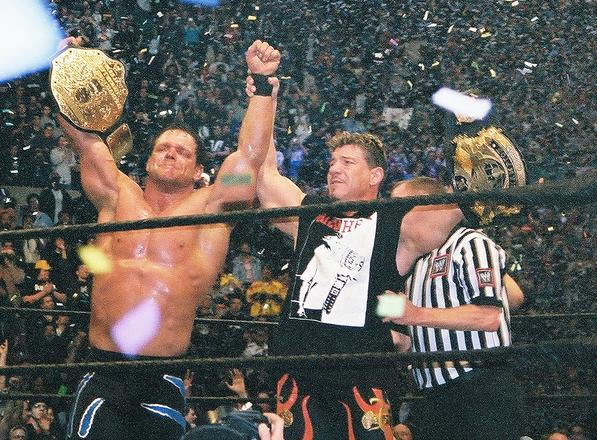
Guerrero, com seu amigo Chris Benoit celebrando como campeões no WrestleMania XX.

Quando Chris Benoit foi mandado para o Raw após ganhar o Royal Rumble, decidindo enfrentar Triple H pelo World Heavyweight Championship, Eddie ganhou uma Battle Royal de 15 lutadores, no SmackDown! de 29 de janeiro de 2004 para conquistar uma luta pelo WWE Championship. Guerrero começou, assim, uma rivalidade com o Campeão da WWE Brock Lesnar. No No Way Out, Guerrero derrotou Lesnar, ganhando o WWE Championship. Sua próxima rivalidade foi com Kurt Angle, quem derrotou no WrestleMania XX para manter seu título. Ao fim do evento, Guerrero celebrou no ringue com seu amigo Chris Benoit, que havia acabado de ganhar o World Heavyweight Championship.
Em março, ele começou uma rivalidade com John "Bradshaw" Layfield (JBL) após JBL interferir em uma luta entre Eddie e Booker T. No Judgment Day, Guerrero defendeu seu título contra JBL, ganhando por desqualificação. No The Great American Bash, Guerrero defendeu novamente seu título contra JBL em uma luta Texas Bullrope. JBL venceu após (então Gerente Geral do SmackDown!) reverteu a decisão após Eddie derrotar Layfield. No SmackDown! de 15 de julho, Guerrero enfrentou JBL em uma luta Steel Cage pelo WWE Championship, onde Kurt Angle interferiu disfarçado e custou a luta a Eddie.
Durante o SummerSlam, Guerrero foi derrotado por Angle. Guerrero se aliou, então, a Big Show. Nas semanas seguintes, os aliados de Angle Luther Reigns e Mark Jindrak passaram a atacar Show e Guerrero, que derrotou Reigns no No Mercy. O Gerente Geral Theodore Long marcou uma luta de eliminação entre um time liderado por Guerrero e outro por Angle. O time de Eddie consistia dele mesmo, Big Show, John Cena (substituindo Rey Mysterio) e Rob Van Dam. No Survivor Series, o time de Guerrero derrotou o de Angle. Guerrero, com Booker T e The Undertaker, desafiaram JBL pelo WWE Championship. No Armageddon, JBL ganhou a luta. Mais tarde, Guerrero e Booker tentaram, sem sucesso, ganhar o WWE Tag Team Championship.

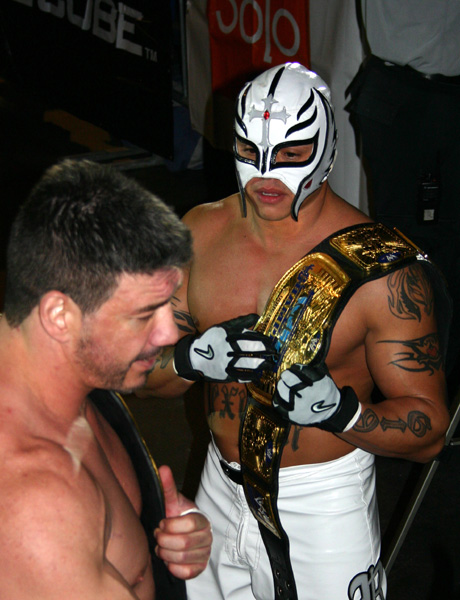
Guerrero e Mysterio com os cinturões do WWE Tag Team Championship.

#### Dupla e rivalidade com Rey Mysterio (2005)
No No Way Out, Eddie formou uma dupla com seu amigo Rey Mysterio e derrotou os Basham Brothers para ganhar seu último título, o WWE Tag Team Championship. Era esperado que eles defendessem o título no WrestleMania 21, mas depois de encorajado por Chavo, Guerrero desafiou Mysterio para uma luta no evento. Mysterio venceu a luta. Mesmo zangado, Guerrero parabenizou Rey pela vitória. Eles perderam os título para MNM (Johnny Nitro e Joey Mercury) no SmackDown! de 21 de abril. Mesmo reavendo os títulos na semana seguinte, Guerrero traiu Mysterio e abandonou o parceiro.
No final de um episódio do SmackDown!, ele brutalmente atacou Mysterio. Guerrero, agora um vilão, adotou um personagem sociopata. Nesse período ele deixou de usar seus carros em sua entrada e passou a usar o Lasso from El Paso como movimento de finalização. Durante o Judgment Day, Guerrero foi derrotado por Mysterio por desqualificação, após atacá-lo com uma cadeira.
No SmackDown! de 30 de junho, Guerrero ameaçou revelar um segredo sobre o filho de Rey, Dominick. A história envolveu as famílias de ambos os lutadores, que imploravam para Eddie não revelar o segredo. Mysterio novamente derrotou Guerrero no The Great American Bash, com a estipulação de que, se perdesse, Guerrero manteria o segredo. Mesmo assim Guerrero revelou o segredo no SmackDown!: Dominick seria seu filho, e não de Rey. A história seria a de que ele havia tido Dominick fora do casamento e dado ele a Rey e sua esposa, que estavam com problemas para adotar. No SummerSlam, Guerrero perdeu uma ladder match para Mysterio pela custódia de Dominick. A rivalidade terminou quando Rey derrotou Eddie em uma luta Steel Cage.

## Últimos dias e morte
Após a rivalidade com Mysterio, Guerrero se tornou o desafiante pelo World Heavyweight Championship e enfrentou o campeão Batista. Mesmo assim, Guerrero se tornou amigo de Batista, para poder manipulá-lo. Após várias lutas com MNM, Batista passou a desconfiar de Eddie, que aparentemente havia voltado a trapacear. Guerrero ajudou Batista a ganhar uma luta contra John "Bradshaw" Layfield e Christian. Batista derrotou Guerrero no No Mercy. Durante a luta, Eddie decidiu não usar uma cadeira contra Batista. Guerrero voltou a ser um mocinho ao apertar a mão de Batista após a luta.
Guerrero lutou pela última vez no SmackDown! de 11 de novembro, derrotando Mr. Kennedy para se qualificar para o time do SmackDown! no Survivor Series. Randy Orton substituiu Eddie no evento.
No dia 13 de novembro de 2005, Eddie Guerrero foi encontrado inconsciente por seu sobrinho Chavo Guerrero, no quarto do hotel em Minneapolis, Minnesota, falecendo aos 38 anos de idade. Uma autópsia revelou que Guerrero morreu em consequência de insuficiência cardíaca aguda devido as bebidas alcoólicas e anestésicos. Sua mulher Vickie Guerrero, alegou que Eddie tinha passado mal na semana anterior à sua morte.
No dia seguinte, a WWE Raw fez um tributo ao lutador. Na edição de 30 de novembro do WWE Byte This!, Chavo declarou que Eddie estava trabalhando muito e estava no pico de aptidão física, como resultado, fazendo exercícios cardiovasculares e de musculação diariamente.
Eddie foi substituído por Randy Orton no evento.

### Sepultamento
No dia 17 de novembro de 2005, Eddie foi enterrado no Cemitério Green Acres Mortuary, em Scottsdale, Arizona, EUA.

## Vida pessoal
Guerrero foi casado com Vickie Guerrero. Eles se casaram em 24 de abril de 1990 e tiveram duas filhas: Shaul Marie Guerrero (nascida em 14 de outubro de 1990) e Sherilyn Amber Guerrero (nascida em 8 de julho de 1995). Shaul lutou na Florida Championship Wrestling.
Além disso, Guerrero teve outra filha, Kaylie Marie Guerrero, nascida em 2002, com uma mulher chamada Tara Mahoney. Na época, ele e Vickie estavam separados.
Guerrero se considerava um cristão renascido.

## No wrestling
- Como Eddie Guerrero
  - Movimentos de finalização

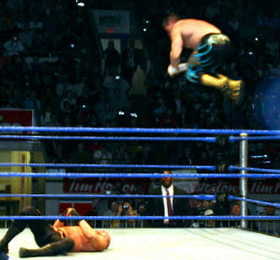
Guerrero aplicando um Frog splash durante uma luta com Rey Mysterio contra os Basham Brothers durante um evento da WWE em Kitchener, Ontário, Canadá em 15 de janeiro de 2005

    - Frog splash (WCW / WWF/) / Jackknife Splash (WCW) – adotado de e usado como tributo a Art Barr[148][149]
    - Lasso From El Paso (Cloverleaf elevado com um joelho nas costas do oponente)

  - Movimentos secundários
    - Brainbuster
    - Dropkick,[150] às vezes ao joelho do oponente[151] ou da corda mais alta[150]
    - Figure four leglock
    - Gory special – adotado de seu pai
    - Hurricanrana, às vezes de para um oponente se aproximando,[151] enquanto utilizando a springboard ou pela corda mais alta
    - Monkey flip em um oponente no córner[150]
    - Diversas variações de suplex
      - German
      - Three Amigos (Rolling vertical suplex triplo)
      - Super
      - Vertical

    - Splash Mountain (Sitout crucifix powerbomb)
    - Tilt-a-whirl backbreaker[150]
    - The Smokin' Gun (com o árbitro distraído, Guerrero acerta o oponente com uma cadeira, a joga para o oponente e se joga no chão. Quando o árbitro percebe, presume que o oponente foi o atacante, desqualificando o oponente)
    - Tornado DDT[151]
- Como Black Tiger
  - Movimentos de finalização
    - Black Tiger Bomb (Sitout crucifix powerbomb, às vezes da segunda corda)

  - Movimentos secundários
    - Tornado DDT
- Managers
  - Chyna
  - Gory Guerrero (pai; de 1987 até 1990)
- Alcunhas
  - "Latino Heat" ("Calor Latino")
- Temas de entrada
  - Extreme Championship Wrestling
    - Como Eddie Guerrero
      - "Animal" por Pearl Jam (1995)
      - "Live and Let Die" por Guns N' Roses (1995)

  - World Championship Wrestling
    - Como Eddy Guerrero
      - "Bad Man" (1995–1998)

  - World Wrestling Federation / Entertainment
    - Como Eddie Guerrero
      - "Mamacita" por Jim Johnston (13 de fevereiro de 2000–10 de maio de 2000)
      - "Latino Heat" por Jim Johnston (15 de maio de 2000–21 de maio de 2001, 1° de abril de 2002–27 de fevereiro de 2003)
      - "We Lie, We Cheat, We Steal" por Jim Johnston (enquanto dupla com Chavo Guerrero; 20 de março de 2003–19 de fevereiro de 2004)
      - "I Lie, I Cheat, I Steal" by Jim Johnston (14 de março de 2004–28 de abril de 2005, 28 de outubro de 2005–11 de novembro de 2005)
      - "Can You Feel the Heat" por Jim Johnston (12 de maio de 2005–21 de agosto de 2005)
      - "Gangsta Lean" por Jim Johnston (25 de agosto de 2005–21 de outubro de 2005)

## Títulos e prêmios
- Asistencia Asesoría y Administración
  - AAA World Tag Team Championship (1 vez)[152] – com Art Barr
  - Hall da Fama da AAA (Classe de 2008)[153]
- Extreme Championship Wrestling
  - ECW World Television Championship (2 vezes)
- Independent Wrestling Association Mid-South
  - IWA Mid-South Heavyweight Championship (1 vez)
- Latin American Wrestling Association
  - LAWA Heavyweight Championship (1 vez)[154]
- New Japan Pro Wrestling
  - NJPW Junior Heavyweight Super Grade Tag League Championship (1 vez) – com The Great Sasuke[152]
  - Best of the Super Juniors (1996)[155]
- Pro Wrestling Federation
  - PWF World Tag Team Championship (1 vez)[152] – com Hector Guerrero
- Pro Wrestling Illustrated
  - Retorno do Ano (1999)[156]
  - Lutador Mais Inspirador do Ano (2002, 2004)[157]
  - Prêmio Stanley Weston (2005)[158]
  - PWI o colocou na # 2ª posição dos 500 melhores lutadores individuais em 2004.[159]
  - PWI o colocou na #81ª posição dos 500 melhores lutadores individuais na "PWI Years" em 2003[160]
  - PWI o colocou na # 18ª posição, com Art Barr, das 100 melhores duplas na "PWI Years" em 2003[161]
- World Championship Wrestling
  - WCW Cruiserweight Championship (2 vezes)
  - WCW United States Heavyweight Championship (1 vez)[162]
- World Wrestling All-Stars
  - WWA International Cruiserweight Championship (1 vez)[163]
- World Wrestling Association
  - WWA Welterweight Championship (1 vez)[152]
  - WWA Trios Championship (1 vez)[152] – com Chavo Guerrero e Mando Guerrero
- World Wrestling Federation / World Wrestling Entertainment
  - WWE Championship (1 vez)[164]
  - WWE Tag Team Championship (4 vezes)[165] – com Chavo Guerrero (2), Tajiri (1) e Rey Mysterio (1)
  - WWE United States Championship (1 vez)[162]
  - WWF European Championship (2 vezes)[166]
  - WWF/E Intercontinental Championship (2 vezes)[167]
  - Hall da Fama da WWE (Classe de 2006)
  - 11° Campeão da Tríplice Coroa
  - Sexto vencedor do Grand Slam Championship
- Wrestling Observer Newsletter
  - Melhor em Entrevistas (2005)
  - Rivalidade do Ano (1994) com Art Barr vs. El Hijo del Santo e Octagón
  - Rivalidade do Ano (1995) vs. Dean Malenko
  - Mais Carismático (2004, 2005)
  - Dupla do Ano (1994) com Art Barr como La Pareja del Terror
  - Luta "5 Estrelas" Los Gringos Locos (Eddie Guerrero e Art Barr) vs. El Hijo del Santo e Octagón(cabelo vs. máscaras; luta 2-out-of-3 Falls) – 6 de novembro de 1994, AAA When Worlds Collide
  - Dupla do Ano (2002) com Chavo Guerrero como Los Guerreros
  - Hall da Dama da WON (Classe de 2006)

### Luchas de Apuestas
| Aposta              | Vencedor                    | Perdedor                  | Local                    | Data                  |
| ------------------- | --------------------------- | ------------------------- | ------------------------ | --------------------- |
| Cabelo              | Eddie Guerrero              | Ari Romero                | Ciudad Juárez, Chihuahua | 1987                  |
| Cabelo              | Eddie Guerrero              | Negro Casas               | Ciudad Juárez, Chihuahua | Desconhecida          |
| Cabelo              | El Hijo del Santo e Octagón | Eddie Guerrero e Art Barr | Los Angeles, Califórnia  | 6 de novembro de 1994 |
| Cabelo              | Eddie Guerrero              | Chavo Guerrero, Jr.       | San Diego, Califórnia    | 12 de julho de 1998   |
| Custódia de Dominic | Rey Mysterio                | Eddie Guerrero            | Washington D.C           | 21 de agosto de 2005  |